# Dipurenella
Dipurenella is een geslacht van neteldieren uit de  familie van de Corynidae.

## Soort
- Dipurenella dongshanensis Huang, Xu & Guo, 2011